# آلمیدا (سان خوزه)
آلمیدا (به انگلیسی: The Alameda) یک منطقهٔ مسکونی در ایالات متحده آمریکا است که در کالیفرنیا واقع شده‌است.